# Norrbosjön
Norrbosjön är en sjö i Ockelbo kommun i Gästrikland och ingår i Testeboåns huvudavrinningsområde. Sjön har en area på 0,0795 kvadratkilometer och ligger 89,2 meter över havet. Sjön ligger vid orterna Ockelbo, Norrbo. Moån mynnar ut i sjö och rinner sedan vidare. Sjöns yta har minskat en del på grund av övergödning och igenväxning.

## Delavrinningsområde
Norrbosjön ingår i delavrinningsområde (675785-154450) som SMHI kallar för Utloppet av Norrbosjön. Medelhöjden är 107 meter över havet och ytan är 1,52 kvadratkilometer. Räknas de 11 avrinningsområdena uppströms in blir den ackumulerade arean 101,55 kvadratkilometer. Moån som avvattnar avrinningsområdet har biflödesordning 2, vilket innebär att vattnet flödar genom totalt 2 vattendrag innan det når havet efter 54 kilometer. Avrinningsområdet består mestadels av skog (60 procent) och jordbruk (21 procent). Avrinningsområdet har 0,08 kvadratkilometer vattenytor vilket ger det en sjöprocent på 5 procent.